# Molí de Baix (Massamagrell)
El Molí de Baix o de Massamagrell fou un molí fariner situat en el terme municipal de Massamagrell, a la comarca de l'Horta Nord. Es localitza a la partida de la Magdalena, més a prop del nucli urbà que el molí de Dalt o de la Lloma, i integrat en una zona de nova urbanització de l'avinguda Blasco Ibañez, enfront a l'institut de secundària.
La primera referència escrita és del primer terç del s. XIX. Edificat sobre el roll de Massamagrell, una derivació cap a la mar de la séquia de Montcada, formava part d'una alqueria de l'horta.
Amb diverses reformes durant la seua existència, fou abandonat a 1960 i patí un incendi en 1996. La part que és conserva és la que correspon a l'habitatge. Ara ha estat recuperat i és la seu de la Policia Local.

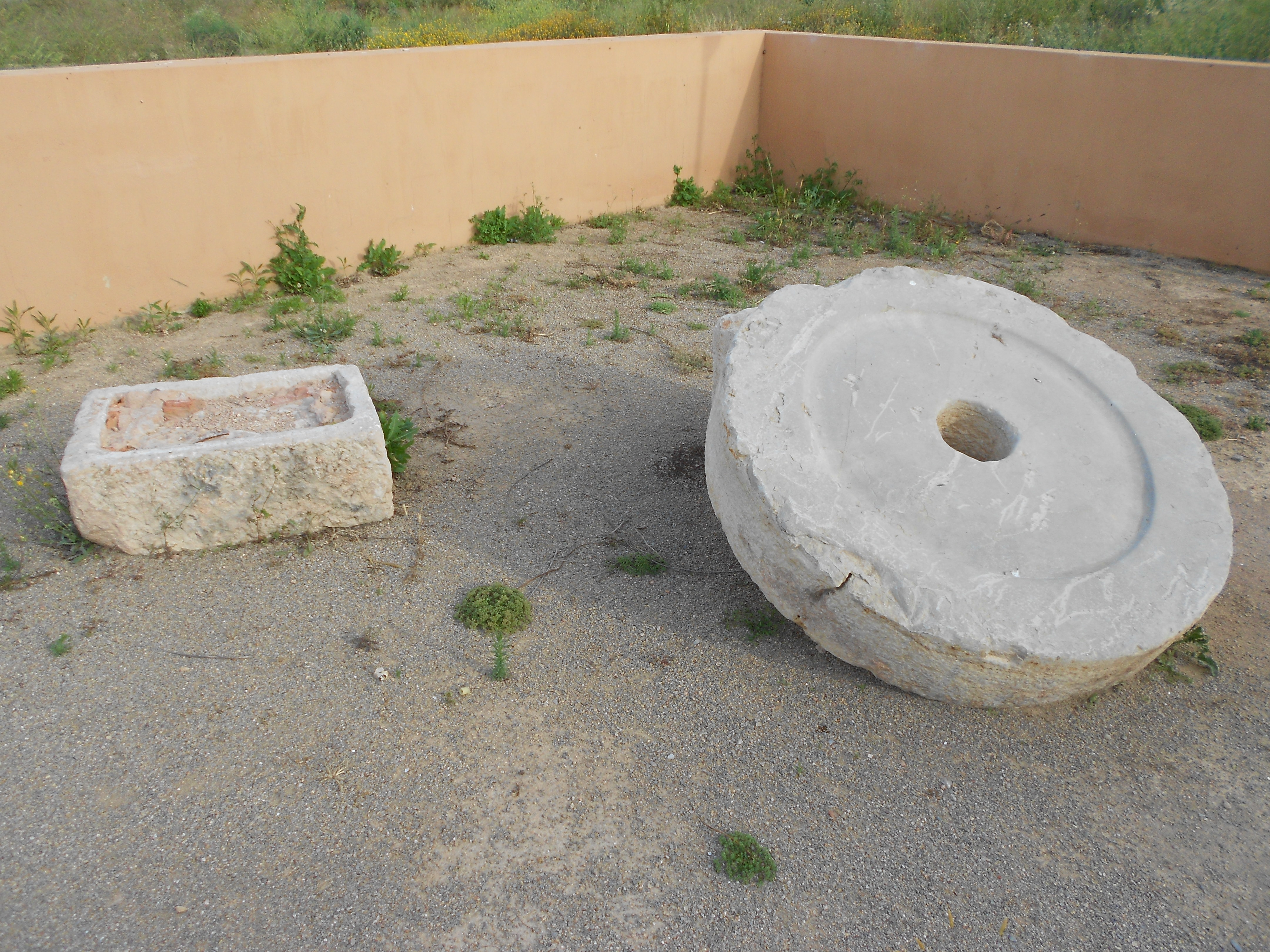
Roda i pica de pedra al pati